# 連尺通り

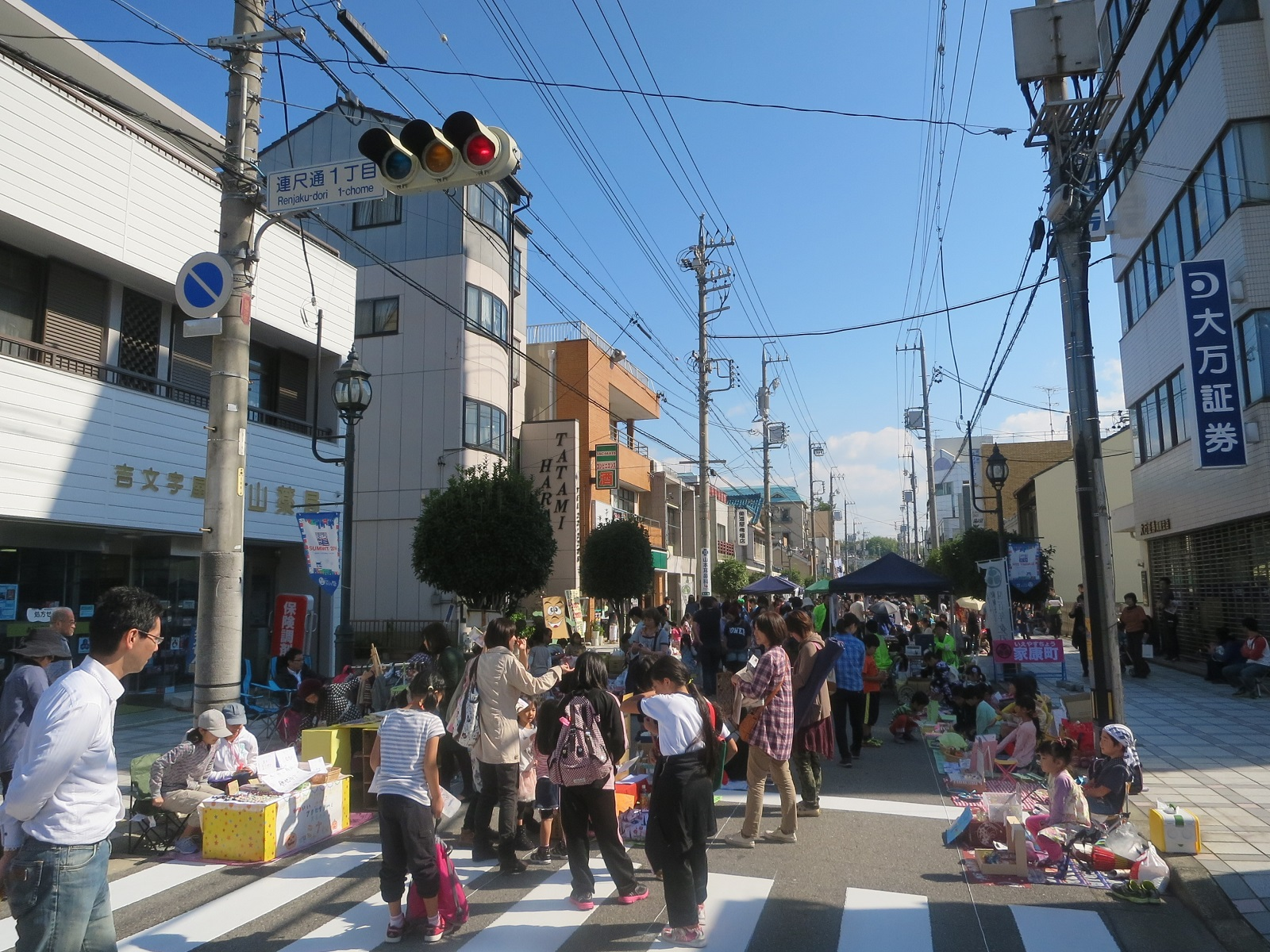
歩行者天国時の連尺通り

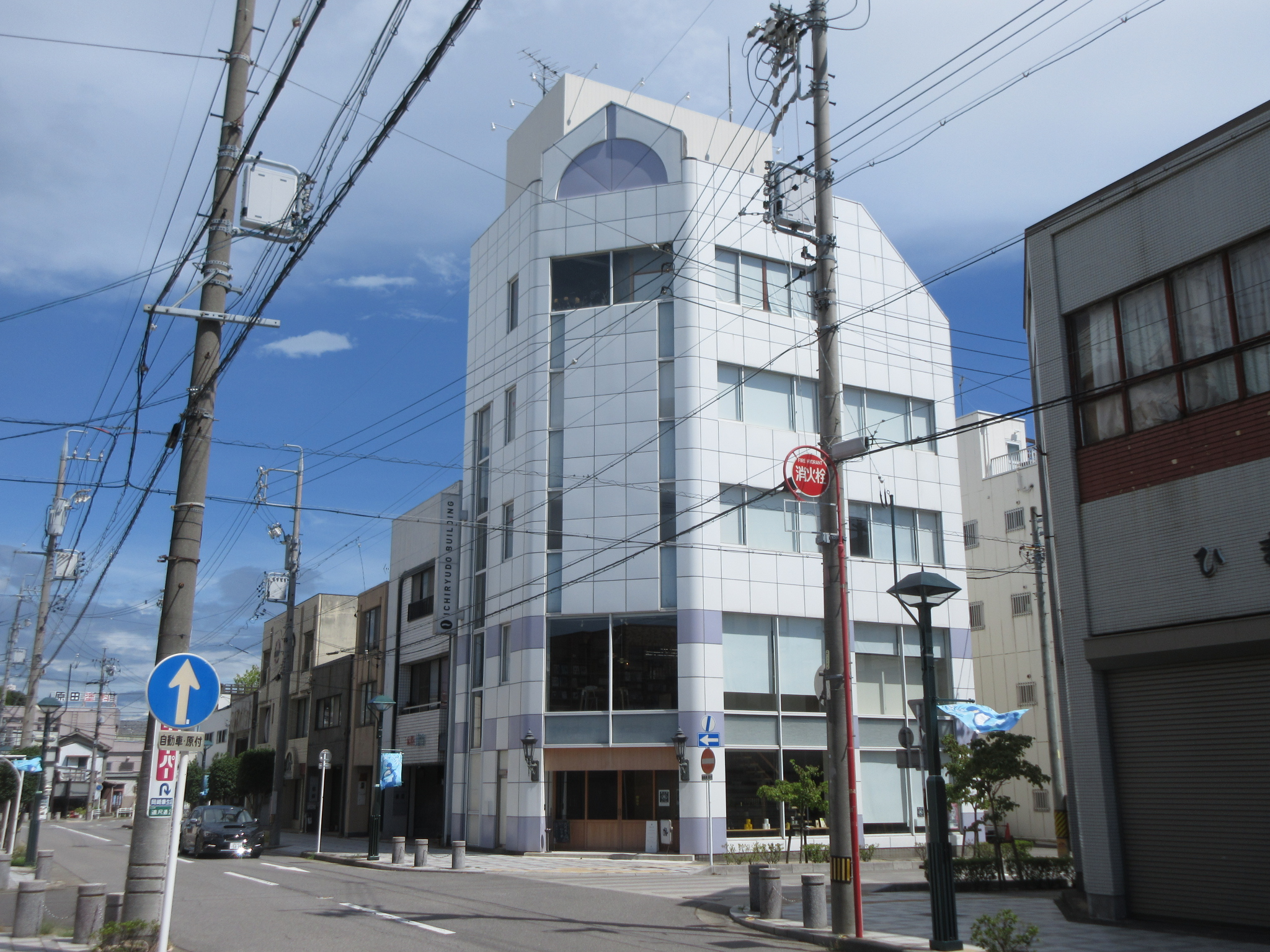
1988年4月に建てられた岡崎ガス（現・東邦ガス）のショールーム「ガスピアれんじゃく」。現在は喫茶店が1階と2階に入っている。

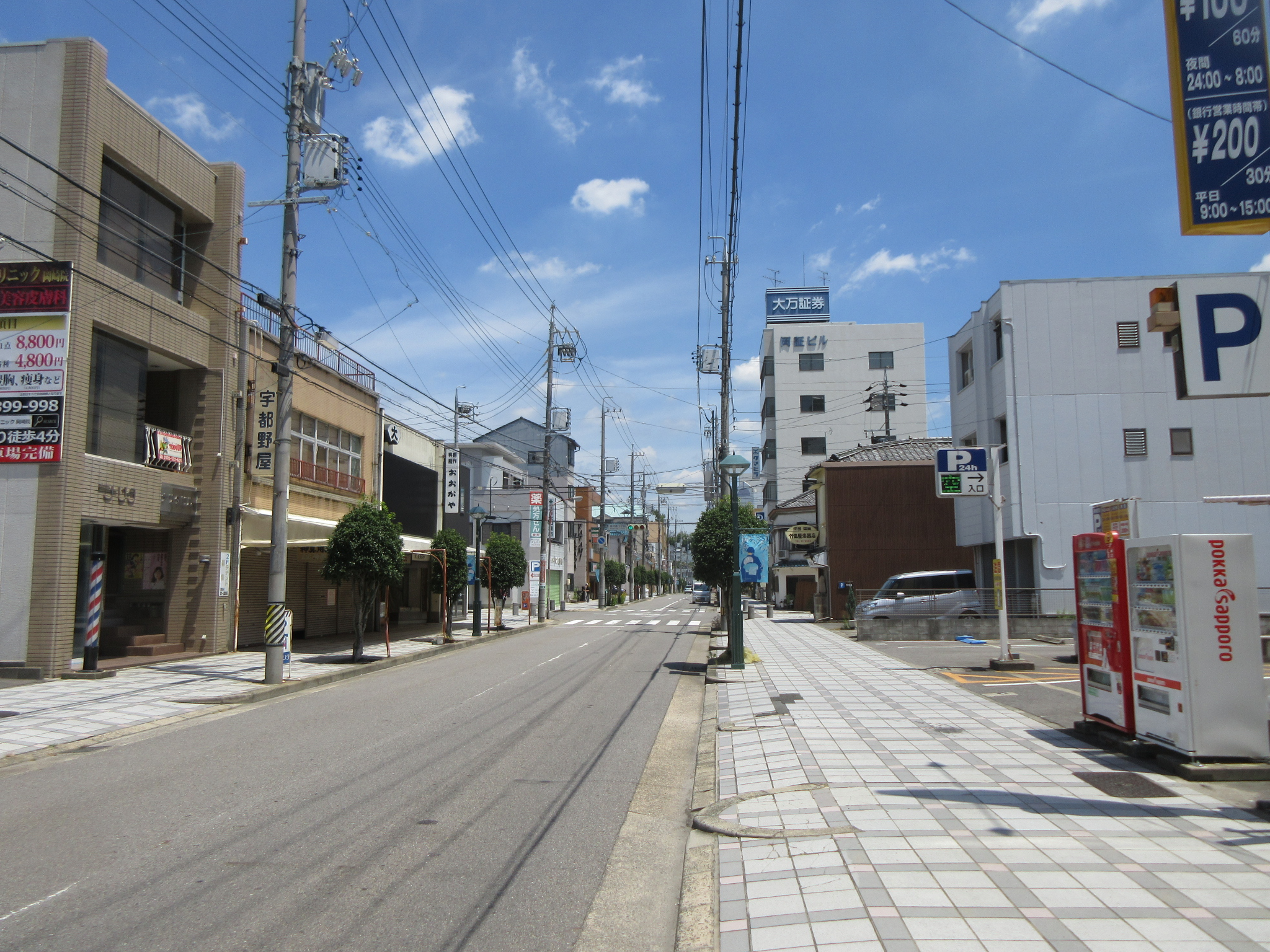
三菱UFJ銀行岡崎支店の付近

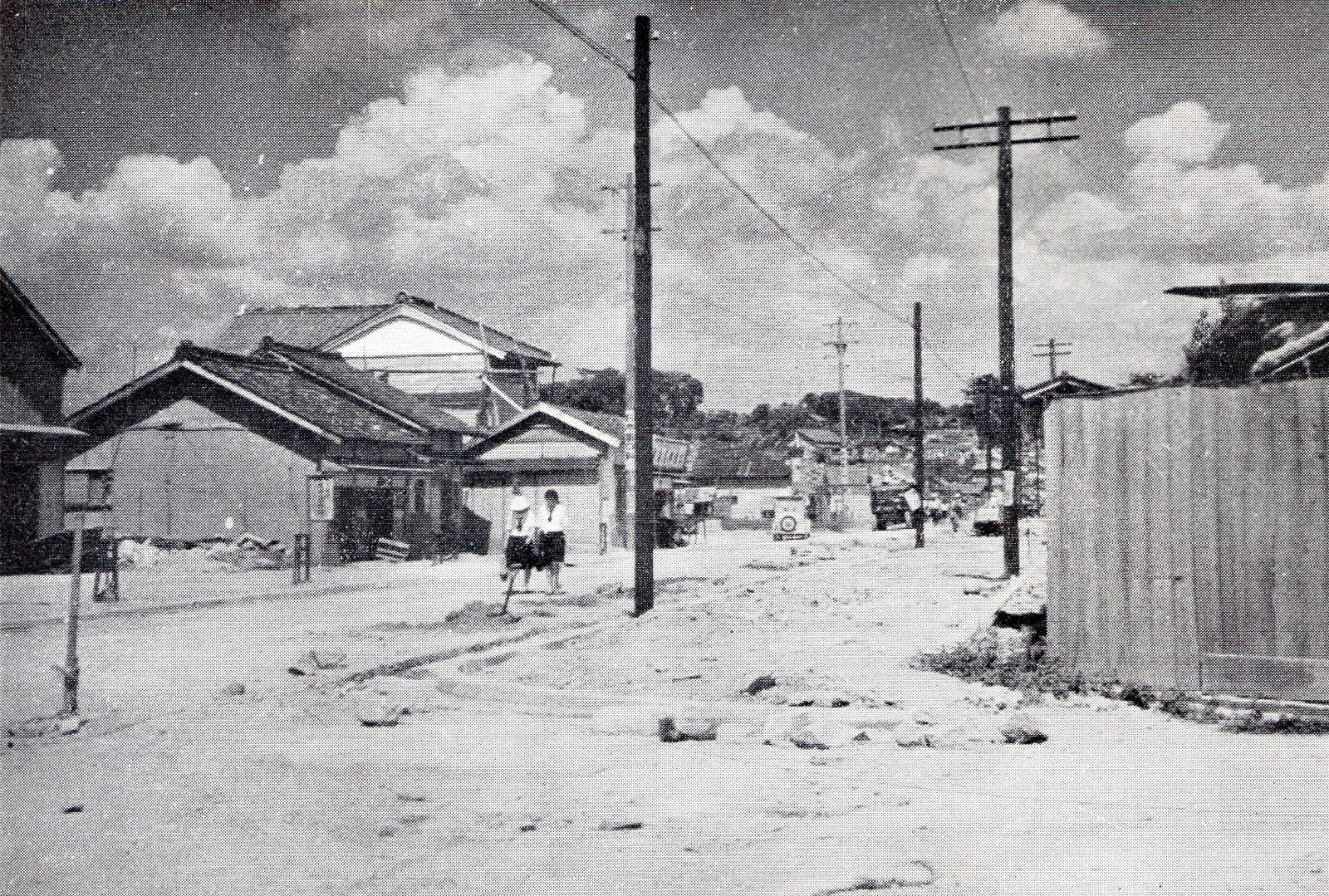
戦災復興前の連尺通り（1948年撮影）

連尺通り（れんじゃくどおり）とは、愛知県岡崎市中心部を東西に通る道路の通称名である。道路の名称としては「連尺通り」と表記されている。連尺通りの全線が「岡崎城下二十七曲り」の一部に含まれている。

## 連尺通りの歴史
徳川家康の祖父松平清康の時代、その家臣大久保忠茂が市銭免除の楽市を許したのを契機に、各方面から商人が集まりこの地に市を形成した。荷物を運ぶのに背負い具の「連尺」を用いたので、江戸時代初期にこの市の通りを連尺町と呼ぶようになった。
家康の関東移封後、田中吉政が城主になって岡崎の城下町を整備し、東海道を岡崎城下の連尺町に通してこれを保護すると、次第に商業が発展していった。とくに呉服商・木綿商・荒物・酒屋・油屋・小間物など武士の日用品や衣類を売る店が軒を連ねて賑わいをみせた。
1945年（昭和20年）7月20日未明に岡崎空襲を受け全町が焼失。戦後の町名変更により、上連尺は本町となり、現在の連尺通はかつての中連尺と下連尺の地域のみとなった。
1984年（昭和59年）から1988年（昭和63年）まで「町人まつり」が開催された。連尺通りは江戸時代の町並みに様変わりし、当時の装束をまとった参加者であふれた。1984年9月9日に開催された第1回は市内外から5万人の参集があった。

## ガスピアれんじゃく
1988年（昭和63年）4月16日、連尺通3丁目に岡崎ガス（現・東邦ガス）のショールーム「ガスピアれんじゃく」がオープンした。鉄筋コンクリート5階建てビルの3階以上は文化施設として市民に開放されていたため、映画会や展覧会、料理や陶芸の実習などが行われた。建物の中には茶道・華道用の和室「葵庵」もあった。玄関口にはガス灯2基が取り付けてある。
岡崎ガスが手放したあと遊休不動産として長らく手付かずだったが、2014年（平成26年）9月3日、第2次安倍改造内閣の閣議決定により「まち・ひと・しごと創生本部」が設置されたことをきっかけに生まれ変わることとなった。
同年12月27日、「まち・ひと・しごと創生長期ビジョン」および「まち・ひと・しごと創生総合戦略」が閣議決定される。2015年（平成27年）2月3日、平成26年度補正予算が成立し、「地域住民生活等緊急支援のための交付金」4,200億円が計上された。岡崎市はまち・ひと・しごと創生事業費に対応するための「地方版総合戦略」を策定し、同年3月の岡崎市議会定例会に関連の追加補正予算案を提出した。国庫補助金2億9,079万6,000円、県補助金4,909万8,000円がその主な財源とされた。そして中心市街地遊休不動産活用支援業務として、空き店舗等の活用支援を行うための「リノベーションまちづくり推進事業費負担金」1,060万円が計上された。
それに先立つ2年前、旧「ガスピアれんじゃく」ビルは国際芸術祭「あいちトリエンナーレ2013」の会場となったことがあった。近隣の老舗の煎餅屋「一隆堂」は自店の南側の空き店舗を改装し、2013年（平成25年）8月に「あいちトリエンナーレ」の休憩スペースとして「一隆堂喫茶室」をオープンさせる。
ガスピアれんじゃくは岡崎市と民間の共同による中心市街地活性化を目的とした「リノベーションまちづくり」事業の一環で改修され、1、2階に「一隆堂喫茶室」が入ることとなった。2016年（平成28年）8月、「一隆堂ビル」が完成した。

## 連尺通りのデザイン
- 各交差点角の歩道には、江戸時代からの連尺通りのシンボル「フクラスズメ」の絵と、「籢」（レン、竹かんむりに「斂」）と読める刻字が施されている。
- またローマ字で「RENJAKU」と書かれた銀色のモダンなデザインのモニュメントが歩道に建てられている。

## 交通規制
- 全線にわたり、大型貨物自動車等通行止め（6:00 - 23:00）、最高速度40km/時、駐車禁止。

## 接続する路線
- 石屋町通り（岡崎市）
- 市民会館通り（岡崎市）
- 八千代通り（岡崎市）
- 本町通り（岡崎市）

## 沿線・周辺
- 籠田公園
- まる庄呉服店